# Slovincieni

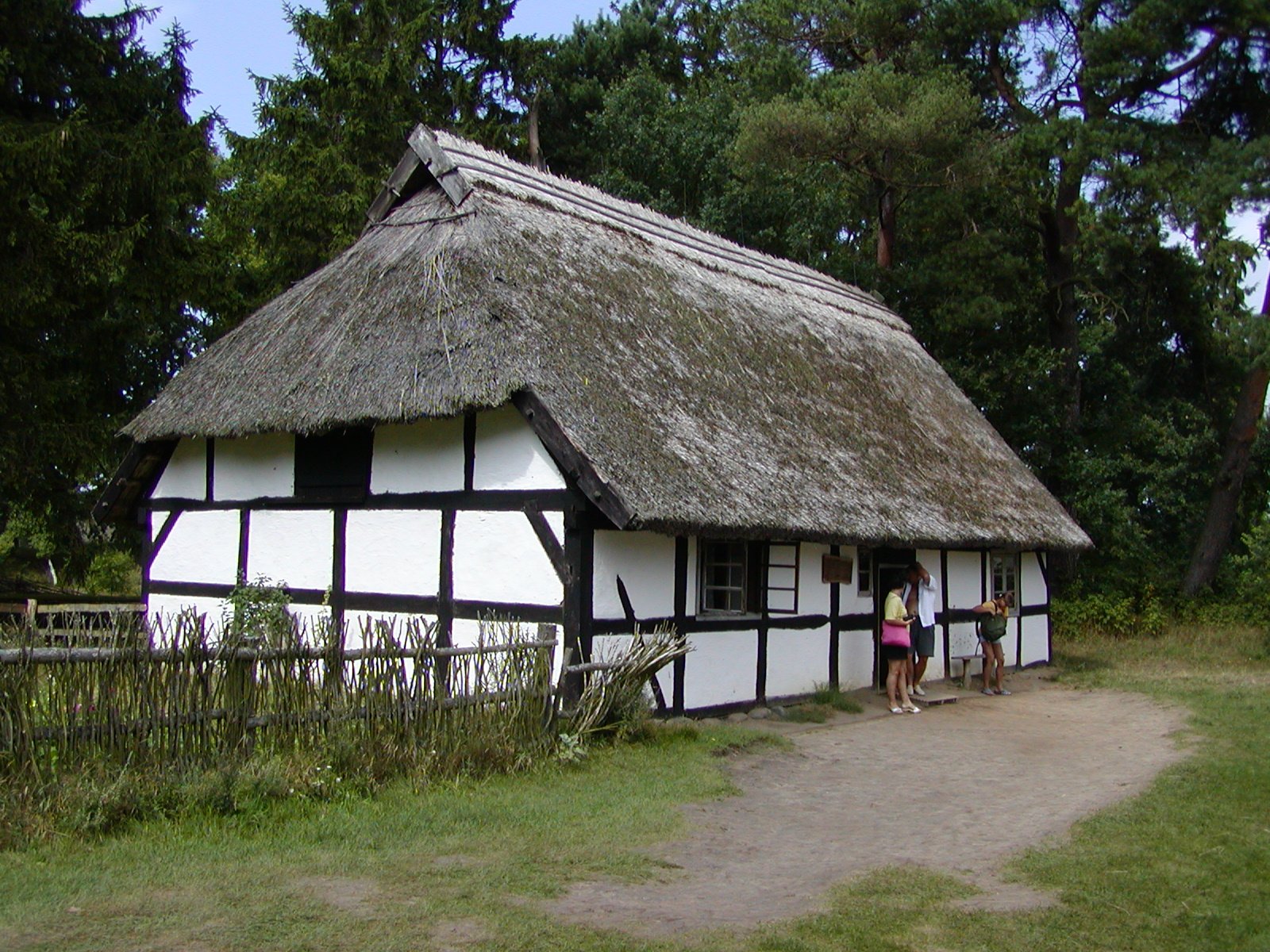
Casă tradiţională slovinciană de la Kluki.

Slovincieni (poloneză Słowińcy, germană Slowinzen) au fost un popor slav, unul dintre popoare pomeraniene, care a locuit între lacurile Gardno și Łebsko, actual în partea septentrională a Poloniei. I-a dat numele etnograful rus Alexandr Feodorovici Gilferding. Slovincienii au vorbit folosind limba slovinciană, graiul dialectului cașubian al limbii pomeraniene. Erau parțial germanizați. Au dispărut după cel de-Al Doilea Război Mondial. Muzeul Satului Slovincian, situat pe teritoriul Parcului Național Słowiński, a fost deschis în Kluki în anul 1963 și există până acum.